# San Remigio (Cebú)
San Remigio es un municipio filipino perteneciente a la provincia de Cebú, en las Bisayas Centrales.

## Geografía
Se encuentra en la costa noroccidental de la isla de Cebú.

## Historia
Hacia comienzos del siglo XX, el lugar, ya por entonces perteneciente a la provincia de Cebú, tenía contabilizada una población de 6282 habitantes. En 2020, el municipio de San Remigio tenía censados 65 744 habitantes.